# Parppeinlampi
Parppeinlampi är en sjö i kommunen Kides i landskapet Norra Karelen i Finland. Arean är 49 hektar och strandlinjen är 3,48 kilometer lång. Sjön  ingår i Vuoksens huvudavrinningsområde.   Den ligger omkring 49 kilometer söder om Joensuu och omkring 350 kilometer nordöst om Helsingfors. 